# Übergangszeit (Arbeitsstudium)
Die Übergangszeit ist im Arbeitsstudium der Zeitraum, der sich aus Liegezeiten und Transportzeiten zusammensetzt. 

## Allgemeines
Die REFA-Methodenlehre kennt viele Zeitbegriffe, zu denen unter anderem auch die Vorgabezeit (oder Hauptzeit, Tätigkeitszeit) und Zwischenzeit (einschließlich Wartezeit) gehören; aus Vorgabe- und Zwischenzeit zusammen ergibt sich die Grundzeit. Die Vorgabezeit entsteht dadurch, dass zur Grundzeit und der Erholungszeit die Verteilzeit (sachlich und persönlich bedingte) hinzugerechnet wird. 

## Arbeitsteilung
Die Produktionswirtschaft ist meist dadurch gekennzeichnet, dass die Produktionsprozesse in verschiedenen Ablauffolgen organisiert sind (Arbeitsteilung), die auch an räumlich unterschiedlichen Arbeitsplätzen stattfinden können. Die hierbei durch die Übergabe und den Transport der Arbeitsobjekte vergehende Zeit wird Übergangszeit genannt. Die Übergangszeit entspricht nach der REFA-Methodenlehre weitgehend der Zwischenzeit, letztere beinhaltet zusätzlich anfallende Tätigkeiten und störungsbedingte Unterbrechungen.

## Bestandteile der Übergangszeit
Übergangszeit ist auch der Zeitraum zwischen der Beendigung eines Arbeitsvorgangs und dem Beginn des folgenden Arbeitsvorgangs:
```
                                   Übergangszeit
                            ┌────────────┴──────────────┐
        Liegezeit nach Bearbeitung   Transport   Liegezeit vor Bearbeitung
```

Muss ein Arbeitsobjekt produktionstechnisch mehrere, voneinander entfernte Arbeitsplätze durchlaufen, so wird zwischen diesen Arbeitsplätzen sein Transport erforderlich. Die hierdurch auftretenden Liegezeiten des Arbeitsobjekts und dessen Transport bilden die Übergangszeit.

## Durchlaufzeit
Die Durchlaufzeit {\displaystyle D_{z}} setzt sich wie folgt zusammen:
{\displaystyle D_{z}=Df_{z}+U_{z}+Z_{z}},
wobei sich die Durchführungszeit {\displaystyle Df_{z}} aus der Vorgabe- und Rüstzeit ergibt, die Übergangszeit {\displaystyle U_{z}} aus Liegezeiten und Transportzeiten bestehen und die Zusatzzeiten {\displaystyle Z_{z}} noch zusätzlich anfallende Tätigkeiten und störungsbedingte Unterbrechungen beinhalten.

## Wirtschaftliche Aspekte
Die Liege- und Transportzeiten können durch eine Vielzahl von nicht vorhersehbaren Störgrößen beeinflusst werden. Während die Transportzeiten den Zeitraum umfassen, der benötigt wird, um ein Arbeitsobjekt von einer Produktionsanlage zur nächsten zu bringen, entstehen Liegezeiten durch nicht verhinderbare Wartezeiten während des Produktionsprozesses. Diese Zeiten verlängern die Durchlaufzeit und müssen minimiert werden, um Kostensenkungen zu erreichen. Dazu müssen die funktional zusammenhängenden Arbeitsplätze möglichst nahe beieinander liegen und durch harmonisierte Transportwege (Fließbandfertigung) miteinander verbunden werden. 